# 台北捷運南港線
南港線（なんこうせん）は、台湾台北市南港区にある南港駅から同市中正区にある西門駅を結ぶ台北捷運の路線。西門駅からは、板橋線に直通運転をしている、板橋線とあわせて板南線と呼ばれている。
路線のイメージカラーからは藍色。台湾鉄路管理局縦貫線や台湾高速鉄道と並走している。全長13.5 km。延伸区間の昆陽駅 - 南港駅間は2008年12月25日、南港駅 - 南港展覽館駅間は2011年2月27日、それぞれに開業した。

## 路線データ
- 駅数：13
- 軌間：1,435 mm（標準軌）
- 電気方式：直流750 V（第三軌条方式）
- 複線区間：全線
- 地下区間：全線
- 走行方向：右側通行

## 運転
2008年12月現在、運行時間は6:00 - 24:00で、概ね4分間隔（平日のラッシュ時は最短で2分30秒間隔）にて運行されている。また23:00以降は運転本数が漸減する。ラッシュ時や深夜には一部の列車が昆陽駅止まりとなる。時刻表は存在しないが、全ての駅のホーム上と改札周辺に、行先別に次の列車到着までの残り時間を刻々と示す案内表示が設けられている。

## 設備
全て地下駅である。右側通行、第三軌条方式（直流 750 V）、軌間1435 mm、ATO方式、ワンマン運転と、主に欧米の地下鉄を模している。一部の駅にはホームドアや可動柵が設けられており、また各駅で車椅子に対応したバリアフリー化が進んでいる。
各駅の改札外に現金自動預け払い機、売店や新聞紙などの自動販売機ある。駅構内や列車内での飲食は、ガムや清涼飲料も含めて法令により禁じられており、違反者は罰金の対象となる。携帯電話の電波はトンネル内を走行中の列車からも十分通話が可能なように中継されているが、「通話は小声で行ってください」との案内が行われている。
改札内の設備に於ける企業の宣伝広告は、キャンペーンなどに伴って排除され、全て台北捷運の広告または公共広告となることがある。

## 車両
C321型電車、C341型電車（何れもシーメンス社製）が、全て6両編成にてワンマン運転されている。1両の長さが23.5 m、車両幅は3.2 m、一編成の乗車定員は1,914名あるため、列車長は日本のJR在来線の通勤型電車のほぼ7両分、乗車定員では12両分以上に相当する。
列車内の企業の宣伝広告も、キャンペーンなどに伴って排除され、全て台北捷運の広告または公共広告となることがある。
車両基地は昆陽駅 - 南港駅間に南港機廠が設けられている。

## 歴史
- 1999年12月24日 - 市政府駅 - 西門駅間が開業[3](p339)。
- 2000年12月30日 - 昆陽駅 - 市政府駅間が開業[3](p339)。
- 2001年9月17日 - 台風ナーリー（納莉、平成13年台風第16号）の影響で午前7:40以降板南線が全線運休[4](p123)、地上市街地の洪水被害と駅出入口からの浸水により本線内の全駅のホームが水没した。（#2001年の台風水没被害を参照）
- 2008年12月25日 - 南港駅 - 昆陽駅間が延伸開業[3](p342)。
- 2011年2月27日 - 南港展覧館駅 - 南港駅間が延伸開業[3](p344)。
- 2017年5月1日 - 北捷全路線の駅番号再編が完了。板南線内全体を一括したものになり従来の当路線内（BL06-BL18）から頂埔を起点に通し（BL11-BL23）となった[5]。

### 2001年の台風水没被害
表記の日時は全て現地時間（UTC+8）。全線地上高架の木柵線（現・文山線）を除く高運量規格の各路線は地下を通過する都心部で軒並み被災、南港線（当時は昆陽が起点）の被害規模が最も甚大で全駅が冠水(p122-124)、被害がなかった直通先の板橋線（当時は新埔が終点）も含めて完全に運行が麻痺、復旧には数ヶ月を要した(p125)。

#### 当日まで
- 9月15日 - 12:00に捷運公司は台北駅にある交九の運行管制室内に対策本部（災害應變中心）を設置[4](p122)。
- 9月16日 - 22:00に昆陽駅から本部への「南港地区の道路冠水が甚大」報告により昆陽駅で止水板稼働、留置列車の北投機廠（中国語版）および新店機廠（中国語版）への避難を決定[4](p122)。
- 9月17日[4](pp122-124)
  - 0:30 - 地上にある南港機廠（中国語版）で浸水が始まり、列車の避難開始。
  - 3:20 - 浸水が機廠から本線への分岐器へ拡大し、第三軌条への送電停止。
  - 3:30 - 南港機廠を超えて昆陽駅に水が流入、西に向かって進水域が拡大していく。本部は昆陽と後山碑の2駅に防水と排水強化と第2防衛線を永春駅に設置することを決定。
  - 4:10 - 台北市街地の浸水が甚大となり機廠からも重大な浸水との報告により本部は作業員の安全確保と重要文書の高層階への持ち出しを要請。
  - 4:50 - 後山碑駅ホームも浸水が始まり、5:55には軌道面が冠水。捷運公司は市政府駅以西と他路線全線での始発からの運行を決定。
  - 6:00 - 南港機廠から昆陽・後山碑2駅への水の流入止まらず。市政府駅以西と他路線全線での始発からの運行を開始。
  - 7:40 - 昆陽駅地上の浸水水位が出入口止水板の高さに達する。板南線の終日運休を決定。
  - 7:45 - 市政府の対策本部から捷運公司に、基隆河に面する南港区玉成の取水場（本路線の最寄り駅は後山碑）が洪水で水没と通知。
  - 7:50 - 昆陽駅は止水板を超えた水により地上からの浸水も始まり、コンコース、ホーム、軌道が完全に冠水、水は西側の後山碑方面に流れていく。
  - 8:00 - 木柵線以外の高運量全路線で運休を決定。
  - 8:53 - 台北駅5号出口から地下への流入が始まり、6分でコンコースが浸水。駅上方の工事現場の仮設壁が崩壊、板南線ホームが冠水。9:10には地下2階改札口も浸水
  - 9:15 - 第二防衛線とした永春駅に設置した土嚢が浸水、10:00には軌道に達する
  - 10:00 - 市政府駅でも緩やかに浸水が始まる。本部は台北駅の防衛を最優先事項とする。
  - 10:15 - 国父紀念館駅で太平洋SOGOの地下室から土砂が地下街に流入、構内軌道も浸水
  - 10:55 - 忠孝復興駅の東西両コンコースからホーム、軌道に浸水が始まる。
  - 11:03 - 忠孝敦化駅の軌道も浸水
  - 11:05 - 東区地下街（中国語版）1号広場で大量の進水が始まり、忠孝復興駅のコンコース、ホームが冠水。
  - 12:10 - 忠孝新生駅でも軌道への浸水。防衛目標を淡水線台北駅の死守に切り替える。
  - 12:20 - 善導寺駅でも軌道浸水
  - 13:00 - 台北駅地下街工事現場の浸水が止まる。
  - 13:45 - 西門駅軌道も浸水。
  - 16:20 - 台北駅地下3階と4階の冠水で淡水線ホーム同じフロアにあった捷運管制室も水没。事前に運行管理に関わる機器類は地上階へ避難が完了していた。

表中の★は地上からの浸水もあった場所
| 状況              | ★機廠 | ★昆陽 | ★昆陽    | 後山碑   | 永春     | 市政府   | 市政府  | ★ 国父  | 敦化    | ★復興   | ★復興    | 新生     | 善導寺   | ★台北    | 西門     | 西門     | 板橋線→  | 管制         |
| ----------------- | ----- | ----- | -------- | -------- | -------- | -------- | ------- | ------- | ------- | ------- | -------- | -------- | -------- | -------- | -------- | -------- | -------- | ------------ |
| 冠水時刻          | 0:30  | 3:30  | 3:30     | 4:50     | 9:15     | 10:00    | 10:00   | 10:15   | 11:03   | 11:05   | 11:05    | 12:10    | 12:20    | 8:53     | 13:45    | 13:45    | -        | 16:20        |
| 軌道面冠水水位(m) | 0.5   | 10.0  | 10.0     | 3.7      | 0.6      | 2.5      | 2.5     | 2.5     | 3.9     | 2.1     | 2.1      | 1.6      | 2.0      | 2.1      | 5.4      | 5.4      | -        | 4.7          |
| 再開日            |       |       | 12月15日 | 12月15日 | 12月15日 | 12月15日 | 12月8日 | 12月8日 | 12月8日 | 12月8日 | 10月27日 | 10月27日 | 10月27日 | 10月27日 | 10月27日 | 10月14日 | 10月14日 | 2002年3月7日 |

#### 復旧
- 10月14日 - 板橋線の新埔～西門間が復旧したが、西門駅では上層階のみを使用し営業再開[4](p129)。
- 10月27日 - 南港線が西門～忠孝復興間で運行再開するも、西門駅は下層ホーム復旧中につき西行き新埔方面の列車は通過扱いで[4](pp129-130)、西門駅が正常化したのは11月18日だった[4](p130)。
- 12月8日 - 忠孝復興～市政府が復旧、通常運行再開[4](p130)。
- 12月15日 - 市政府～昆陽が復旧、全線で通常運行に戻る[4](p130)。

|                                   |                                      |
| 台北市内浸水マップ                | 排水作業中の台北駅 （2001年9月19日） |
|                                   |                                      |
| 冠水高さを示すライン （後山埤駅） | 台北駅の冠水高さ 表示プレート        |

## 駅一覧
（注意：斜字体は建設中または計画中の路線）
| 駅番号                                 | 駅名                  | 駅名                  | 駅名                                                          | 接続路線・備考 | 所在地 | 所在地        |
| 駅番号                                 | 日本語                | 繁体字中国語          | 英語                                                          | 接続路線・備考 | 所在地 | 所在地        |
| -------------------------------------- | --------------------- | --------------------- | ------------------------------------------------------------- | --- | ------ | ------------- |
| BL23                                   | 南港展覧館駅          | 南港展覽館站          | Taipei Nangang Exhibition Center                              | 台北捷運： 文湖線(BR24) | 台北市 | 南港区        |
| BL22                                   | 南港駅                | 南港站                | Nangang                                                       | 台湾鉄路管理局：■縦貫線 台湾高速鉄路公司：■台湾高速鉄道                                                                    | 台北市 | 南港区        |
| BL21                                   | 昆陽駅                | 昆陽站                | Kunyang                                                       | | 台北市 | 南港区        |
| BL20                                   | 後山埤駅 (五分埔商圈) | 後山埤站 (五分埔商圈) | Houshanpi (Wufenpu Commercial Zone)                           | | 台北市 | 南港区 信義区 |
| BL19                                   | 永春駅                | 永春站                | Yongchun                                                      | | 台北市 | 信義区        |
| BL18                                   | 市政府駅              | 市政府站              | Taipei City Hall                                              | | 台北市 | 信義区        |
| BL17                                   | 国父紀念館駅          | 國父紀念館站          | Sun Yat-Sen Memorial Hall                                     | | 台北市 | 大安区        |
| BL16                                   | 忠孝敦化駅            | 忠孝敦化站            | Zhongxiao Dunhua                                              | | 台北市 | 大安区        |
| BL15                                   | 忠孝復興駅            | 忠孝復興站            | Zhongxiao Fuxing                                              | 台北捷運： 文湖線(BR10) | 台北市 | 大安区        |
| BL14                                   | 忠孝新生駅 (台北科大) | 忠孝新生站 (台北科大) | Zhongxiao Xinsheng (National Taipei University of Technology) | 台北捷運： 中和新蘆線(O07)                                                                                                 | 台北市 | 大安区        |
| BL13                                   | 善導寺駅 (華山)       | 善導寺站 (華山)       | Shandao Temple (Huashan)                                      | | 台北市 | 中正区        |
| BL12                                   | 台北駅                | 台北車站              | Taipei Main Station                                           | 台北捷運： 淡水信義線(R10) · 台湾鉄路管理局：■縦貫線 · 台湾高速鉄路公司：■台湾高速鉄道 · 桃園捷運： 機場線（桃捷台北車站） | 台北市 | 中正区        |
| BL11                                   | 西門駅                | 西門站                | Ximen                                                         | 台北捷運： 松山新店線(G12)                                                                                                 | 台北市 | 中正区 万華区 |
| ↓ 板橋線経由 土城線 頂埔駅まで直通運転 |                       |                       |                                                               | |        |               |

### 註釈
1. ↑  台北駅の信号設備故障により手動運転で仮復旧、ATO使用再開日を指す[4](pp130-131)